# Usia syriaca
Usia syriaca är en tvåvingeart som beskrevs av Paramonov 1950. Usia syriaca ingår i släktet Usia och familjen svävflugor.
Artens utbredningsområde är Syrien. Inga underarter finns listade i Catalogue of Life.